# Morgen Frigyes
Morgen Frigyes (Budapest, 1957. december 2. – Paks, 2018. március 19.) válogatott magyar kosárlabdázó, center.

## Élete
1971 és 1977 között a Csepel kosárlabdázója volt. 1978-79-ben a Bp. Honvédban játszott, ahol két bajnoki címet szerzett. 1980 és 1987 között ismét a Csepel játékosa volt. 1987 és 1991 között az Atomerőmű SE csapatában szerepelt. A Csepellel három, a Honvéddal egy magyar kupagyőzelmet ért el. 1978 és 1985 között 83 alkalommal szerepelt a magyar válogatottban.
Fia, Morgen Ferdinánd (1990–2012) szintén tehetséges kosárlabdázó volt, de fiatalon elhunyt szívbetegségben.

## Sikerei, díjai
Csepel SC
- Magyar bajnokság
  - 2. (2): 1976, 1983–84
  - 3. (2): 1975, 1982–83
- Magyar kupa (MNK)
  - győztes (3): 1976, 1984, 1985
  - döntős: 1975
  - 3.: 1977

 Bp. Honvéd
- Magyar bajnokság
  - bajnok (2): 1978, 1979
- Magyar kupa (MNK)
  - győztes: 1978
  - 3.: 1979